# Habronattus ocala
Espèce
Habronattus ocala est une espèce d'araignées aranéomorphes de la famille des Salticidae.

## Distribution
Cette espèce est endémique de Floride aux États-Unis,.

## Étymologie
Son nom d'espèce lui a été donné en référence au lieu de sa découverte, Ocala.

## Publication originale
- Griswold, 1987 : A revision of the jumping spider genus Habronattus F. O. P.-Cambridge (Araneae; Salticidae), with phenetic and cladistic analyses. University of California Publications in Entomology, vol. 107, p. 1-344.